# 工藤あかり
工藤 あかり（くどう あかり、1998年11月1日 - ）は、日本の元女優。テアトルアカデミーおよびTakanoプロモーションに所属していた。

## 経歴・人物
埼玉県朝霞市出身。生後2歳で幼児雑誌のカットモデルをやったのが芸能界デビュー。「プロに写真を撮ってもらえるなら、いい記念になる」という母の考えから事務所に入ったという。
2005年にクレハの製品であるクレラップのコマーシャルキャラクター“おかっぱガール”として出演し、注目を集める。クレハのCMには4年間出演したが、その中で印象に残っているのは『桂文治さんと共演した作品』だったとのことである。
中学校2年まで声優や子役での活動を続けるが、学業専念のために一旦芸能界から離れ、猛勉強の末に慶應義塾女子高等学校に合格して進学。高校時代は3年のときに慶應義塾高等学校・慶應義塾女子高等学校の両校楽友会で混声指揮者を務めた。
2017年に慶應義塾大学文学部に入学社会学を専攻している。
慶應女子高時代に演劇の舞台に立ったことで『お芝居の楽しさに目覚めて』、大学進学後に学業に支障のない範囲で俳優として芸能界へ復帰し、舞台などに出演していた。

## 出演

### テレビドラマ
- 火曜サスペンス劇場 十字路（2002年、テレビ朝日） - 嶋田綾子（幼少） 役
- よい子の味方 〜新米保育士物語〜（2003年、日本テレビ） - マヤ 役
- 14ヶ月〜妻が子供に還っていく〜 最終話（2003年、日本テレビ） - 五十嵐裕子（4歳） 役
- 連続テレビ小説 天花（2004年、NHK） - 江藤あかり 役
- 水曜プレミア ねじれた絆（2004年、TBS） - 磯田成子 役
- 父とわたしの秘密（2006年、BS-i）
- 火曜ドラマコンプレックス 伝説の秋田犬 ハチ（2006年、日本テレビ） - 正子（5歳） 役
- ドリーム・プレス社「窓ぎわのトットちゃん・思い出をたどる旅」（2006年、TBS）
- はぐれ刑事純情派（2006年、テレビ朝日） - 夏目純子 役
- 塀の中の懲りない女たち〜宇都宮女子刑務所2006（2006年、日本テレビ） - 中込有紀（幼少） 役
- 歌のおにいさん（2009年、テレビ朝日）
- 鈴木先生（2011年、テレビ東京） - 2-Bの生徒 役
- 俺の空 刑事編 第6話（2011年、テレビ朝日） - 松浦綾乃 役
- 月曜名作劇場　警視庁機動捜査隊216  episode8  傷痕（2017年9月、TBS） - 津崎麻友 役

### テレビ番組
- からだであそぼ（2007年 - 2009年3月、NHK教育テレビ）
- あさだ!からだ!（2009年3月 - 2010年3月、NHK教育テレビ）
- 祝女（2010年 - 2011年、NHK）
- スクール革命!（2017年8月、日本テレビ）
- 爆報! THE フライデー（2017年11月、TBS）
- しゃべくり007（2022年12月、日本テレビ）

### テレビアニメ
- 蟲師（2006年、フジテレビ） - しげ（子供時代） 役
- うっかりペネロペ（2006年、NHK教育テレビ） - 主人公・ペネロペ 役
- レ・ミゼラブル 少女コゼット（2007年、BSフジ） - セレスティーヌ 役
- うっかりペネロペ 第2シリーズ（2009年、NHK教育テレビ） - 主人公・ペネロペ 役
- トリビアの泉SP オープニングアニメ（フジテレビ）

### 映画
- バースデー・ウェディング（2005年） - 飯田千晴 役
- Chocolate（2007年） - あゆみ 役
- 僕は妹に恋をする（2007年）
- オリヲン座からの招待状（2007年） - 三好良枝（幼少） 役

### CM
- クレハ クレラップ　(2005年 - 2009年） - 初代クルミ、二代目クルリ
- NTTドコモ北陸
- 理研〜無添加素材力〜
- はごろもフーズ シーチキン〜'04 春・夏篇
- ソフトバンクモバイル こどもプロジェクト 「まだ早い！」篇（2008年）
- 京都アニメーション あじさい編

### PV
- 松元環季「Sunshine」

### 雑誌
- 学習研究社「FYTTE」9月号

### 舞台
- 仁淀川（芸術座）
- 夫婦漫才（芸術座）
- 星屑たちのfootage1987（劇団 球）[5]